# 郭宗韶
郭宗韶（1950年12月26日—2017年6月23日），台灣贝斯演奏家、编曲，录音室乐手，业内人称“阿娇老师”。

## 早年经历
因为父亲是职业乐手的关系，郭宗韶在10岁的时候就和父亲学小提琴。中学时代在学校乐团中演奏颤音琴，不久后因做乐手的邻居邀请，开始演奏低音提琴。高中毕业后决定继续音乐事业，19岁那年被父亲引荐进友人的夜总会大乐团中担任贝斯手。

## 音乐生涯
服完兵役之后，在友人的介绍下，郭宗韶在25岁的时候首次进入录音室工作。因为曾经学习过古典乐器以及在大乐团中演奏的缘故，他的视谱能力以及演奏技巧受到了很多音乐人的喜爱。从70年代中期进入录音室开始，郭宗韶曾经为不计其数的歌曲弹奏过贝斯，曲风从早期的抒情歌曲、民歌，到80年代的摇滚乐，再到后来的流行音乐，从刘文正、邓丽君到罗大佑、苏芮，再到周华健、齐秦，一直到后来的卢广仲的歌曲，都有他的演奏在其中。70年代末期开始，台湾的录音师音乐人出现了一个很著名的组合，即编曲陈志远，吉他游正彦、翁孝良，贝斯郭宗韶，键盘陈玉立，爵士鼓黄瑞丰。

## 晚年
2000年以后，郭宗韶减少了在录音室以及演唱会的工作，但依旧为常年合作的歌手，如姜育恒、周华健、张信哲、齐豫等歌手灌录唱片以及参与演唱会。后期也曾为年轻一代歌手如卢广仲、正皓玄的专辑做配乐。2017年6月23日，郭宗韶因病去世，享年66岁。同年9月的金音奖颁奖典礼，郭宗韶被追授“杰出贡献奖”。2018年榮獲第29屆金曲獎特別貢獻獎。

## 学生
郭宗韶从业超过40年，教出过很多优秀的学员，有很多人依旧是当今流行乐坛的一线乐手。陆家骏、廖世铮等著名乐手等曾经受教于他。

## 家人
郭宗韶之子郭育帆子承父业，也是职业贝斯手，曾经和周华健、姜育恒等歌手同台合作。